# (215809) Hugoschwarz
(215809) Hugoschwarz est un astéroïde de la ceinture principale.

## Description
(215809) Hugoschwarz est un astéroïde de la ceinture principale. Il fut découvert le 14 septembre 2004 à Uccle par Peter De Cat. Il présente une orbite caractérisée par un demi-grand axe de 2,45 UA, une excentricité de 0,20 et une inclinaison de 1,5° par rapport à l'écliptique.

## Compléments